# Party Lights
Party Lights è una canzone di Bruce Springsteen, registrata nel 1979 e pubblicata nel 2015 come secondo singolo estratto dalla raccolta di outtake The Ties That Bind: The River Collection.